# Assut de la Séquia de Tormos
L'Assut de la Séquia de Tormos, es troba, igual que la séquia de Mestalla, al municipi de Manises, entre els termes de Manises i Paterna, a la comarca de l'Horta Oest, de la província de València. És considerat Bé d'interès cultural, amb anotació ministerial número RI-51-0011242.

## Descripció historicoartística
Aquest assut se situa al marge esquerre de la conca del riu Túria, aigües avall del pont de la carretera V-11 que uneix l'aeroport amb el Polígon Industrial Font del Gerro i a una distància considerable de la presa precedent de les séquies de Quart i Montcada.
Està construït per un mur principal, de tres metres d'ample i una longitud aproximada de 75 metres, amb un suau pendent a dues aigües i una part posterior formada per dos graons, d'aproximadament metre i mig d'ample cadascun. El conjunt de l'assut està format per: els escalons de la presa, les boques o "goles", les comportes, i per l'almenara. Els graons estan fets amb carreus, ja desgastats pel pas de l'aigua però en un estat òptim.
La datació de la presa i la gola és del segle XVI o el XVIII. L'almenara, immediata a la gola, està feta de carreus. Les comportes i la caseta són posteriors a la riuada de 1957, perviuen els arcs i les voltes de maó que cobrien la séquia.